# Eutetrapha virides
Eutetrapha virides là một loài bọ cánh cứng trong họ Cerambycidae.